# Arctocyonidae
Arctocyonidae är en utdöd rovdjursliknande familj från Europas och Nordamerikas eocen.
Arctocyonidae hade förhållandevis stort kranium men liten, fårad hjärna, fullständig tanduppsättning och relativ korta och klumpiga extremiteter. Kindtänderna var trubbknöliga och antyder att arctocyonidae var växt- eller allätare. I många avseenden påminde Arctocyonidae om björnarna, med vilka de dock inte är närmare släkt. De dog ut utan att lämna stamformer för några moderna rovdjur.